# Пойнер, Бобби
Роберт Уильям Пойнер (англ. Robert William Poyner, 1 декабря 1992, Уэст-Палм-Бич) — американский бейсболист, питчер клуба Главной лиги бейсбола «Бостон Ред Сокс».

## Карьера
Бобби родился 1 декабря 1992 года в Уэст-Палм-Бич. Там же он окончил старшую школу Палм-Бич-Сентрал. В составе школьной бейсбольной команды Пойнер выигрывал чемпионат округа в 2009 и 2010 годах. В выпускной год он был признан Самым ценным игроком команды. После окончания школы Бобби поступил в Флоридский университет, с 2012 по 2015 год играл за студенческую команду «Флорида Гейторс» в чемпионате NCAA. Он сыграл за команду в 89 матчах, в 2014 году выиграв с ней турнир Юго-Восточной конференции. На протяжении всех четырёх лет в университете его отмечали за успехи в учёбе.
В четырнадцатом раунде драфта Главной лиги бейсбола 2015 года Пойнер был выбран клубом «Бостон Ред Сокс». Сумма бонуса при подписании контракта составила всего 10 тысяч долларов. Первым профессиональной командой в его карьере стал «Лоуэлл Спиннерс», за которых он сыграл в семнадцати матчах. Сезон 2016 года Бобби провёл за «Гринвилл Драйв» и «Сейлем Ред Сокс». На следующий год он был переведён в AA-лигу в «Портленд Си Догз», за которых сыграл в двадцати семи матчах с пропускаемостью ERA 0,94 и сделал 52 страйкаута при всего 11 уоках.
После весенних сборов в 2018 году Пойнер был включён в состав «Ред Сокс» на стартовую игру сезона. В начале чемпионата он был единственным реливером-левшой в буллпене команды. В апреле Бобби получил повреждение колена, из-за которого большую часть года провёл в командах младших лиг. По итогам сезона его пропускаемость составила 3,22, но вторую его часть он провёл слабее. Отмечался низкий процент граундболлов после его подач. В заявку клуба на игры плей-офф Пойнер не вошёл.